# Petzenkirchen
Petzenkirchen är en ort och kommun  i Österrike. Den ligger i distriktet Melk i förbundslandet Niederösterreich, 90 km väster om huvudstaden Wien. 